# جوس باتلر
جوس باتلر (مواليد 8 سبتمبر 1990) هو لاعب كريكت إنجليزي ويمثل منتخب إنجلترا في المحافل الدولية.